# ハイデルベルク大学法学部
ハイデルベルク大学法学部（ハイデルベルクだいがくほうがくぶ、ドイツ語: juristische Fakultät der Universität Heidelberg）はルプレヒト・カール大学ハイデルベルクの創立時から存在する４つの学部の1つである。1386年にプファルツ選帝侯ループレヒト1世によって設立された、ドイツで最も古い法学部である。講義は1386年12月22日、ヨハン・ヴァン・ドゥ・ノーの初回講義によって始まった。

## 専門教育

### 総論
2017/2018年次の冬学期までは、ハイデルベルク大学で全学期にわたって最終目標である国家試験に関して法学を学び始めることができた。2018年からは、冬学期までしか学び始めることができなくなった。
授業では講義、グループ作業、模擬裁判、ゼミ、質疑応答型講義を行う。この学び方は、法学教育の伝統的なあり方に従っている。基礎課程および主課程では、3つの主要分野（民法、公法および刑法）における3つの証明（「小」証明および「大」証明）を取得する必要がある。このためにレポートの執筆と試験の合格が必要である。
加えて、基礎法学に関する教育がなされている。（ドイツ法史、ローマ法史、憲法史、法哲学、法社会学、比較法、方法論など）

### 重点分野
中間試験の後、学生は12の重点分野から1つを選択することができる。その重点分野とは、法史、比較法史、刑事学、ドイツおよびヨーロッパの行政法、労働法および社会保障法、税法、商法、経済法およびヨーロッパ法、民事手続法、国際私法および国際手続法、国際公法、医事法、または、ヨーロッパおよび国際資本市場・金融取引法である。

### 試験準備（大学予備校）
学部は独自の試験準備プログラム「HeidelPräp！」（ハイデル予備校！）を提供している。これは多くの学生が利用する民間予備校に代わる無償のプログラムである。教授による教授講座、事例演習を行う試験講義、毎週の模擬試験、筆記試験と口頭試験を含む模擬期末試験が1年間行われる。
トマス・ロビンガー教授と試験準備プログラム 「HeidelPräp！」は、2014年に、ドイツ学術協会と高等教育長会議から法学分野のアルスレジェンディ学部賞を受賞した。

### 修了
最終目標の第一次法学国家試験を伴う法学基礎課程を終えて様々な博士課程に進学できるようになった場合、一般的な法学修士号（LL.M.）を、海外で学位を得た法律家、企業研修をしている修士号取得者、チリのサンティアゴにあるハイデルベルク・ラテンアメリカセンターで修了した国際法の修士号取得者に授与する。他に、マックスプランク外国公法および国際法研究所と協力して、「国際法における紛争解決成功に向けたマックスプランク研究校」を運営している。2017年夏学期から、第一次法学国家試験の合格者に、「Magister」または「Magistra」の学位を申請によって過年度生にも付与している。

### StudZRと学生の取り組み
2004年に、ハイデルベルク法学学生雑誌（"StudZR"）が、学生と教授によって共同して作られた。これは、教育と事例研究に重点を置いた法学雑誌である。StudZRは今日まで主に学部学生によって作成されており、ドイツで最も古い学生によるロー・レビューである。
さらに、法学部では他にも次のような多くの学生の取り組みがある。ハイデルベルク法学学生協会、ハイデルベルク・プロボノ、フィデルタフィ・ハイデルベルクなどである。

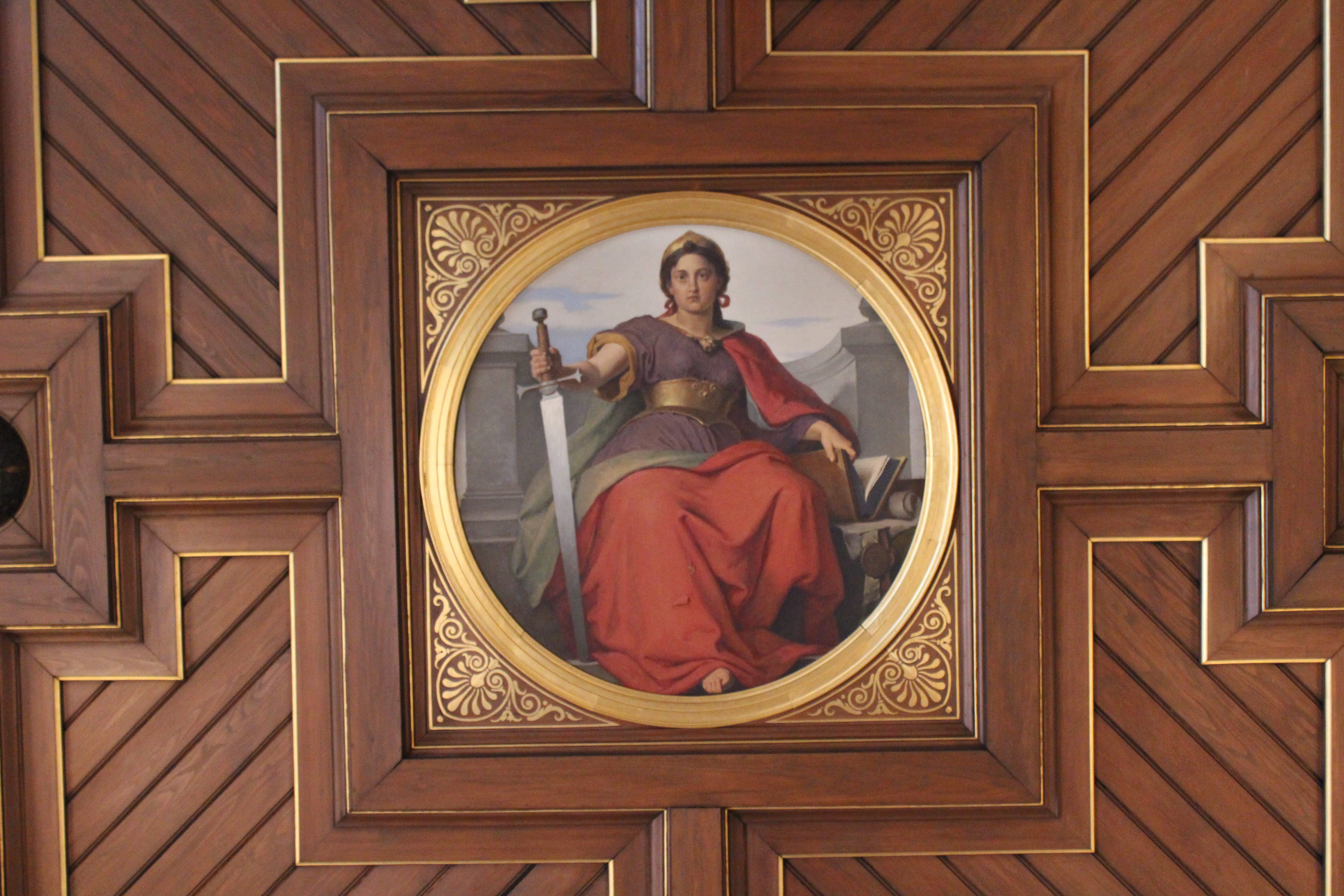
ハイデルベルク大学のアルテアウラ：法学部のアレゴリー

## 組織
- 法史学研究所
- 民法、労働法および倒産法研究所
- 海外・国際私法および商法研究所
- ドイツ・ヨーロッパ会社法および商法研究所
- ドイツ・ヨーロッパ・国際刑法および刑事訴訟法研究所
- 刑事学研究所
- 国法学、憲法学および法哲学研究所
- ドイツ・ヨーロッパ行政法研究所
- 財政法および租税法研究所
- ハイデルベルク大学とマンハイム大学のドイツ・ヨーロッパ・国際医事法、衛生法、および生命倫理共同研究所
- 協力機関： 海外公法および国際法マックスプランク研究所
- 学術協定をハイデルベルク科学アカデミーと ドイツ法辞典に関して結んでいる。

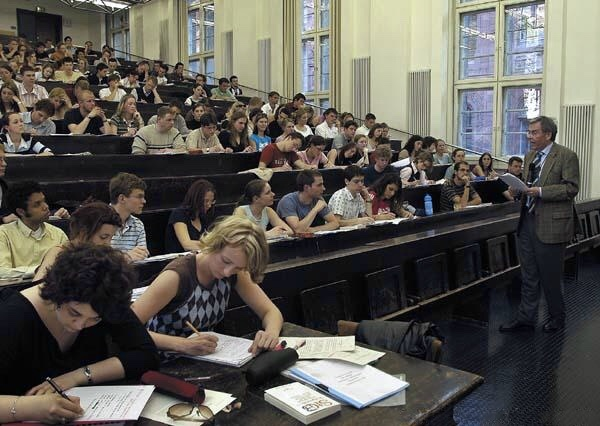
ハイデルベルク大学の13番講堂での法学講義（2004年）

## 統計
法学部では2,803人の学生が在籍しており、そのうち2,317人が最終目標を第一次法学国家試験としている。博士課程の学生は241名、修士課程の学生は101名である。学生の約10％が海外から来ている。2016年には、434人が卒業し、50人が博士号を取得し、1人が教授資格を得た。2016年、学部は 658,000ユーロ の第三者資金を受け取った。ドイツ全体では、第一次法学国家試験の受験者の約30％が合格せず、約10％しか成績優秀者が存在しないが、ハイデルベルクでは不合格者は最大で25％で、成績優秀者は約25％である。

## 関係者
学び、研究し、あるいは教えた著名な関係者の詳細なリストはRuprecht-Karls-University Heidelbergの有名人のリストに載っている。
- ゲルハルト・アンシュッツ
- フリッツ・バウアー
- ルドルフ・ベルンハルト
- ヨハン・キャスパー・ブラントシュリ
- クラウス・ボンヘッファー
- ヴィルヘルム・クーノ
- ヒューゴ・ドネラス
- ヨーゼフ・フォン・アイヒェンドルフ
- カール・エンギッシュ
- エルンスト・フォルストホフ
- ヨヘン・アブラハム・フロヴァイン
- カール・ガイラー
- オットー・フォン・ギールケ
- レビン・ゴールドシュミット
- ディオニシウス・ゴトフレダス
- マックス・グッツヴィレール
- マクス・ハーヘンブルク
- ジェームズ・ハンネン
- フリードリヒ・ヘッカー
- ヴォルフガング・ヘフェルメル
- ムハンマド・イクバル
- ゲオルク・イェリネック
- ハンス - ピーター・カウル
- フェルディナント・キルヒホフ
- ポール・キルヒホフ
- グスタフ・ケルナー
- ジュリアン・ココット
- ハーバート・クロンク

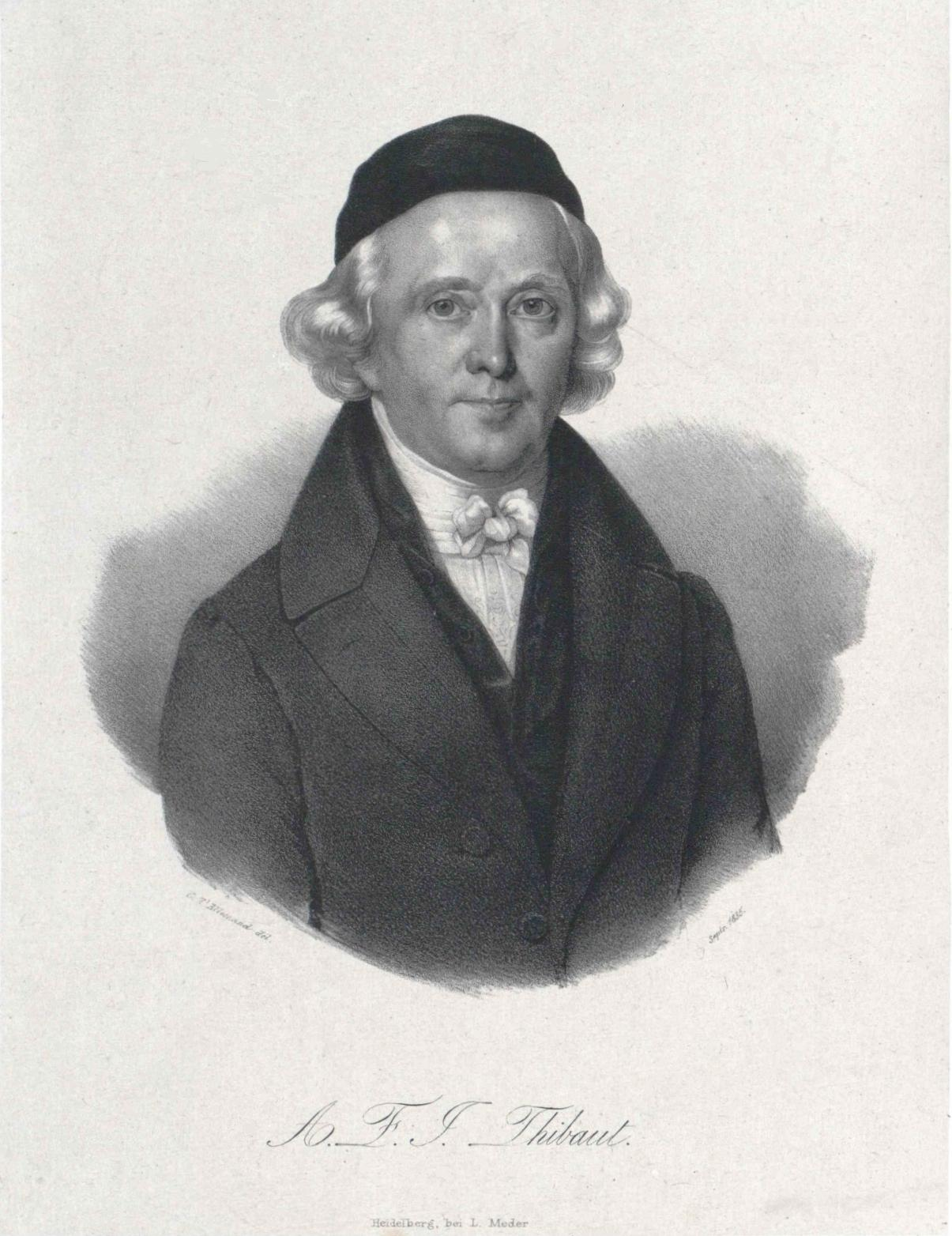
アントン・フリードリヒ・ユストゥス・ティボー

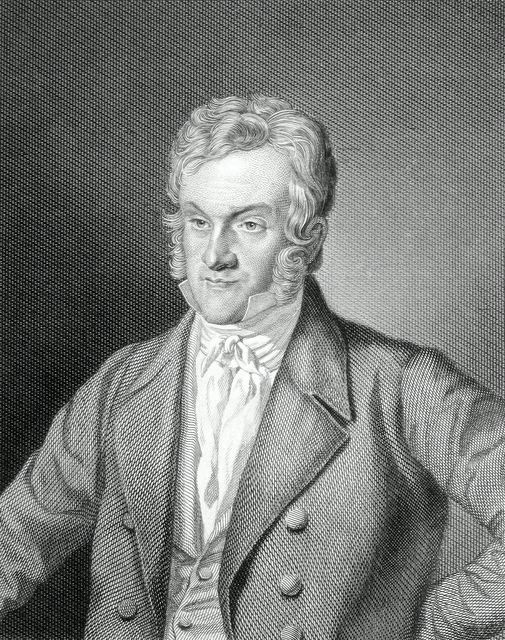
カール・ヨゼフ・アントン・ミッテルマイヤー

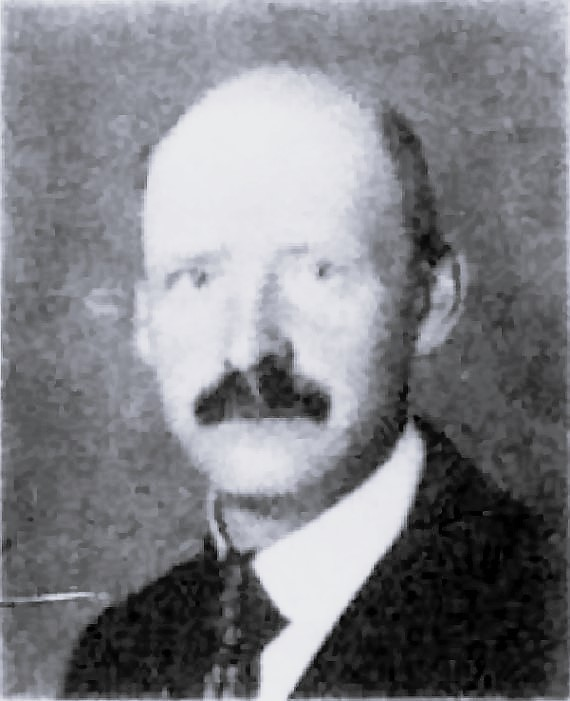
グスタフ・ラートブルフ

- グスタフ・クルップ・フォン・ボーレンウントハルバッハ
- エルンスト・レヴィ
- ルドルフ・メリンホフ
- カール・ジョセフ・アントン・ミッターマイヤー
- マリー・ムンク
- ヴィルヘルム・マティアス・ネフ
- カール・ゴットフリート・ナドラー
- コンスタンティン・フォン・ノッツ
- サミュェル・フォン・プフェンドルフ
- インゲボルク・ルッペ
- グスタフ・ラートブルフ
- ハンス＝マーティン・シュライヤー
- ベルンハルト・シュリンク
- ゲオルク・フォン・シーメンス
- コンスタンティン・ストイロフ
- アントン・フリードリヒ・ユストゥス・ティボー
- クリスチャン・トムシャット
- アドルフ・フォン・ヴァンゲロー
- ヘルマン・ヴァインカウフ
- ベルンハルト・ヴィントシャイト
- ジョン・ヴィンスロップ・チャンラー
- リュディガー・ヴォルフラム
- カール・エドゥアルド・ザッカリー・フォン・リンゲンタール
- アントン・ヴィルヘルム・フォン・ズッカルマグリオ

## 施設
学部の研究所と図書館は、ハイデルベルク旧市街の建造物の一部である。1956年から、法学部のほとんどの研究室と最大の図書館はフリードリッヒ - エバート - アランジュ 6-10にある。3棟の関係施設で構成される建築群は、1842/43年（6号）、1847年（8号）、1870年（10号）に建てられ、ハイデルベルクで教えていた法学者ヨハン・カスパー・ブルントシュリの息子でもあるスイスの建築家アルフレッド・フリードリヒ・ブルントシュリによる最後の建造物である。1860年から1945年まで、建物は一流の「ホテル・ビクトリア」を入れていた。改修は、1910年にフランツ・ザールス・クーンによって、1929年にヘルマン・アルカー（バウハウス様式の祖）によって行われた。

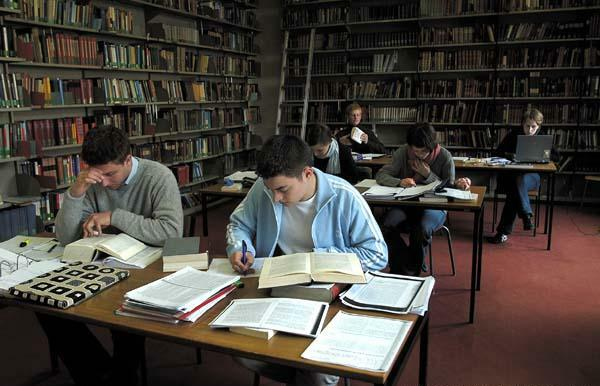
ハイデルベルク大学法学部の図書館（貸出のない図書館）（2004年）